# Урумита
Уруми́та (исп. Urumita) — город и муниципалитет на северо-востоке Колумбии, на территории департамента Гуахира.

## История
Город был основан 3 октября 1785 года.

## Географическое положение

Муниципалитет Урумита

Город расположен в южной части Гуахиры, на расстоянии приблизительно 107 км к юго-юго-западу от Риоачи, административного центра департамента. Абсолютная высота — 314 м над уровнем моря.

Площадь муниципалитета составляет 329 км².

## Население
По данным Национального административного департамента статистики Колумбии, совокупная численность населения города и муниципалитета в 2012 году составляла 16 561 человека.
Динамика численности населения города по годам:
| 2005   | 2006   | 2007   | 2008   | 2009   | 2010   | 2011   | 2012   |
| ------ | ------ | ------ | ------ | ------ | ------ | ------ | ------ |
| 13 349 | 13 776 | 14 247 | 14 708 | 15 172 | 15 632 | 16 098 | 16 561 |

Согласно данным переписи 2005 года мужчины составляли 50,8 % от населения города, женщины — соответственно 49,2 %. В расовом отношении белые и метисы составляли 99,4 % от населения города; негры, мулаты и райсальцы — 0,3 %; индейцы — 0,3 %.
Уровень грамотности среди всего населения составляет 89 %.

## Экономика
Основу экономики Урумиты составляет сельскохозяйственное производство.

49,1 % от общего числа городских и муниципальных предприятий составляют предприятия торговой сферы, 32,9 % — предприятия сферы обслуживания, 15,5 % — промышленные предприятия, 2,5 % — предприятия иных отраслей экономики.